# Federação Portuguesa de Esqui
Die Federação Portuguesa de Esqui (FPE, dt.: Portugiesischer Skiverband) war der nationale Verband für Wintersport. Sie organisierte in Portugal die Ski-Sportarten, insbesondere Skilanglauf und Ski Alpin, und Snowboard. Sie hatte ihren Sitz seit Gründung 1992 in Covilhã, nahe der Serra da Estrela.
2008 fusionierte sie mit dem Eissportverband Federação Portuguesa de Desportos no Gelo zu einem gemeinsamen Wintersportverband. Sie nahm dabei den neuen Namen Federação de Desportos de Inverno de Portugal (FDIP) an. Gemäß FDIP ist der neue Verband die Fortführung der FPE. 

## Geschichte
Seit etwa 1918 wurde in Portugal Ski gefahren, im einzigen Skigebiet des Landes in der Serra da Estrela. Im Jahr 1928 gründete sich der Ski Clube de Portugal, der ab 1933 erste Wettkämpfe ausrichtete.
1953 entstanden der Bergsportverein Clube Nacional de Montanhismo und die Skischule Escola de Esqui da Serra da Estrela. Die Zahl der bislang nur wenigen Skisportler erhöhte sich fortan, und es entstanden erste Skisportvereine.
Nach einem 1986 gescheiterten ersten Versuch, einen Skiverband in Portugal zu gründen, erfolgte dann am 15. Mai 1992 die Gründung der Federação Portuguesa de Esqui (FPE). Im Folgejahr wurde sie vom Weltverband FIS und vom portugiesischen Olympischen Komitee aufgenommen.
Im Jahr 2008 stimmten die Organe des Verbands der Gründung des neuen Wintersportverbands Federação de Desportos de Inverno de Portugal zu, der aus dem Zusammenschluss des Skiverbands FPE und des Eissportverbands Federação Portuguesa de Desportos no Gelo entstand. Damit werden alle Wintersportarten in Portugal zusammen von einem Dachverband betreut.